# 岗赵遗址 (马湖乡)
岗赵遗址，是位于中华人民共和国安徽省合肥市肥东县马湖乡兴赵社区的一个商周时期古遗址。
2012年3月19日，肥东县人民政府将岗赵遗址公布为第五批肥东县文物保护单位。